# Ibsen-Museum

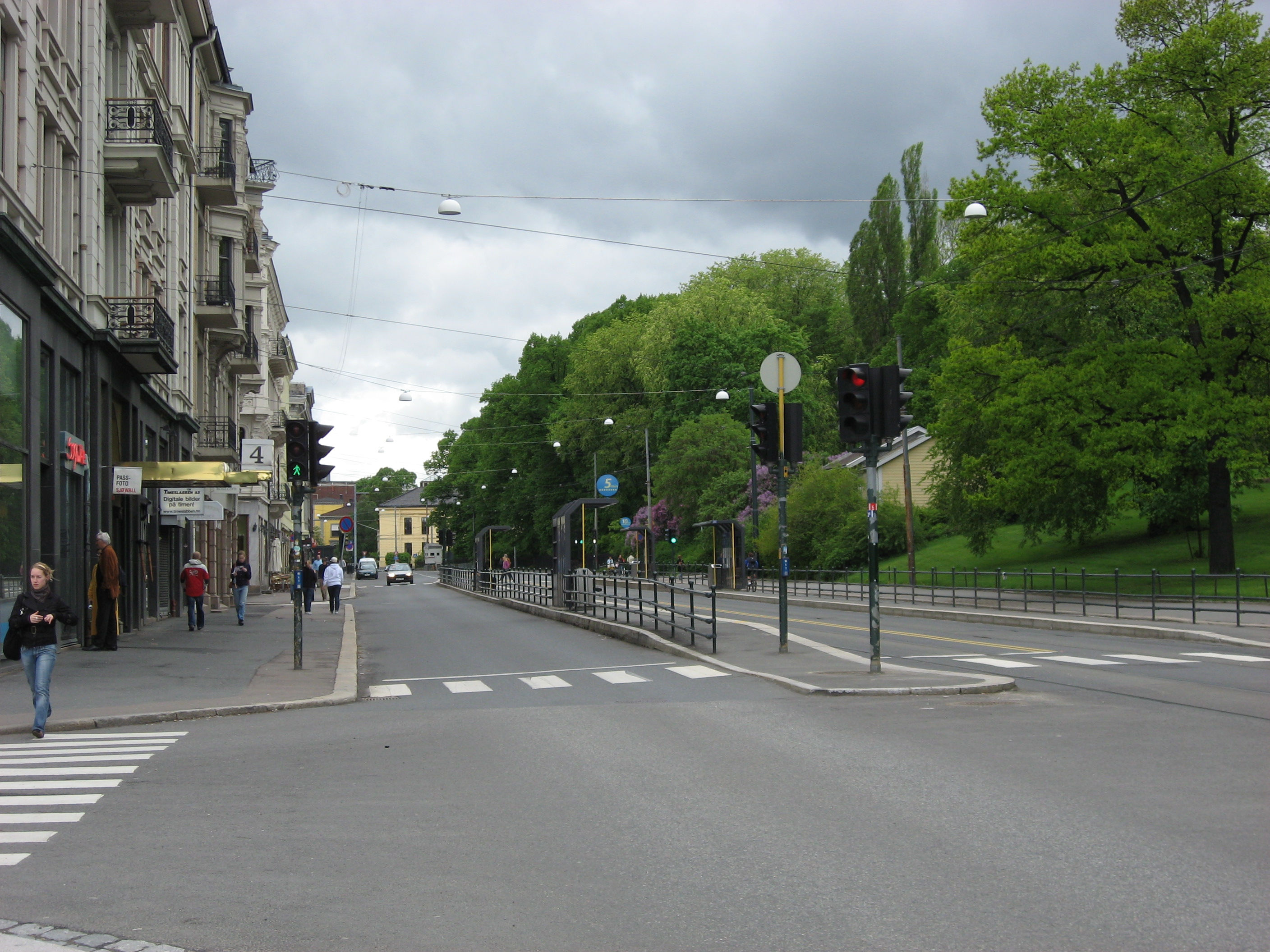
Henrik Ibsens gate in Richtung des Museums von der Kronprinsens gate aus gesehen

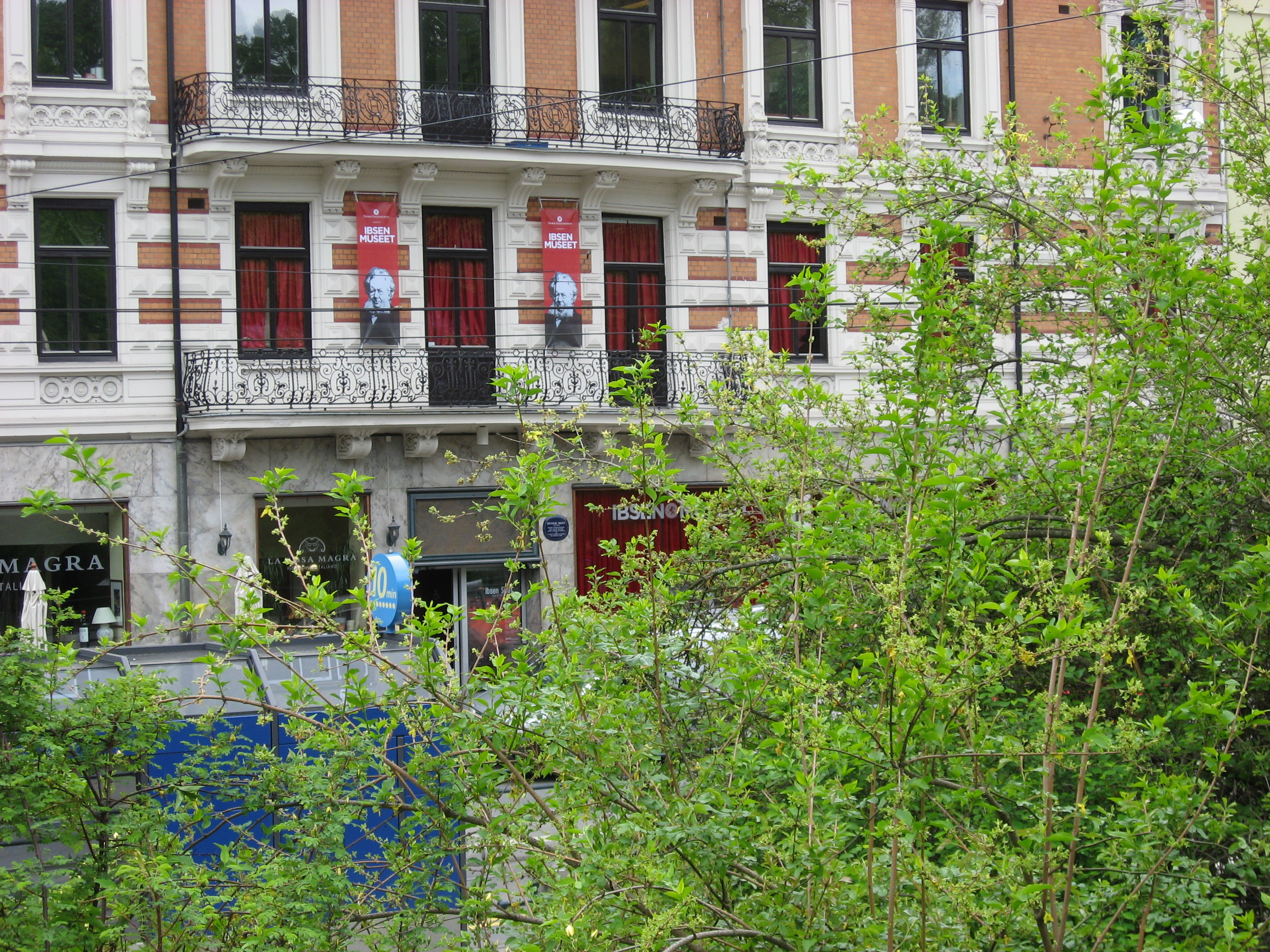
Das Ibsen-Museum in der Henrik Ibsens gate 26

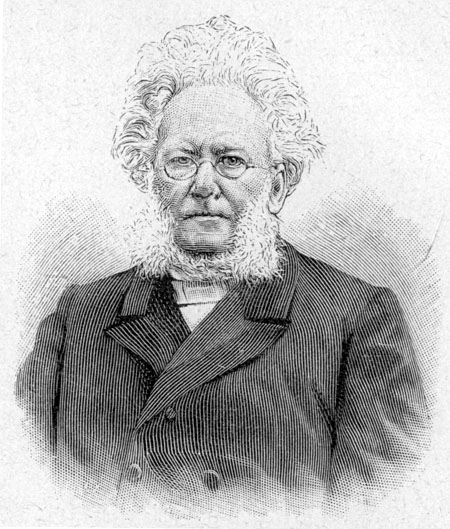
Xylographie von Henrik Ibsen (1828–1906)

Das Ibsen-Museum in Oslo ist ein Literaturmuseum für den norwegischen Dramatiker Henrik Ibsen.

## Die Wohnung
Zum 100. Todestag des Dramatikers wurde Ibsens ehemalige Wohnung in Oslo – hier schuf er seine letzten Dramen – einer umfangreichen Restaurierung unterzogen und am 23. Mai 2006 mit ihrer originalen Einrichtung wiedereröffnet. Mit finanzieller Unterstützung von Spendern und Leihgebern wurde ein authentischer Eindruck des Dichterheims, in dem er von 1895 bis zu seinem Tod 1906 lebte, hergestellt. Möbel wurden zurückgeführt, Fußböden, Wände und Decken nach bautechnischen, archäologischen Untersuchungen, ergänzt durch eine Reihe Informationen aus historischen Quellen, rekonstruiert. Tischdecken, Gardinen und Türvorhänge, deren Materialien durch die Zeit Schaden erlitten hatten, wurden den Originalen entsprechend neu gewebt.

## Die Wohnungsauflösung 1914
Als Suzannah Ibsen 1914 starb, wurde die Wohnung aufgelöst und das Inventar verteilt. Die Stadt Kristiania übernahm das Arbeitszimmer und das Schlafzimmer Henrik Ibsens und deponierte sie im Norsk Folkemuseum. Das Bezirksmuseum in Skien, heute das Telemark-Museum, bekam die Bibliothek, und das Ibsen-Haus, heute Museen der Stadt Grimstad, erhielt das Esszimmer. Das übrige Inventar verblieb im Besitz der Familie.

## Der Schauspieler Knut Wigert und die Familie Ibsen
1990 ergriff der Schauspieler Knut Wigert die Initiative und mietete die Wohnung, um sie der Öffentlichkeit zugänglich zu machen. Als Grundlage für die weitere Restaurierung und zur Dokumentation wurden in den wichtigsten Räumen der Wohnung Untersuchungen vorgenommen. Norsk Folkemuseum übernahm 1993 die Geschäftsführung. Das Arbeitszimmer wurde zurückgeführt, doch begrenzte Mittel und fehlende Originalgegenstände für den Rest der Wohnung hatten zur Folge, dass lediglich das Arbeitszimmer vollwertig präsentiert werden konnte.
Die Familie Ibsens trug viel zu dem Resultat bei. Botschafter Tancred Ibsen stellte eine große Anzahl persönlicher Gegenstände seines Urgroßvaters als Dauerleihgaben bzw. Schenkungen zur Verfügung. Sein Cousin, der Schauspieler Joen Bille, half jahrelang, Originalinventar aufzuspüren und zurückzukaufen.

## DVD
- Ibsens Bathtub. The restoration of Henrik Ibsen’s apartment von Erling Borgen. Borgen Production / Norsk Folkemuseum.

## Bilder

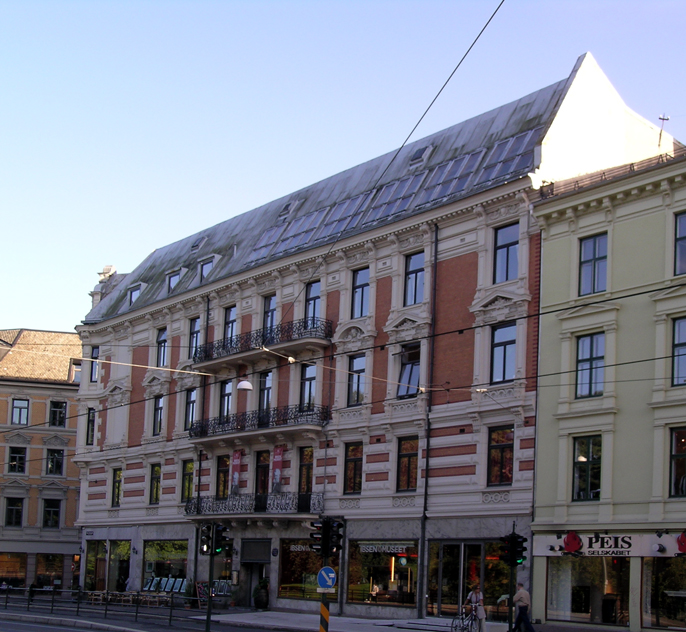
Die Wohnung Henrik Ibsens in der Arbins gate 1 und der Henrik Ibsens gate 24-26
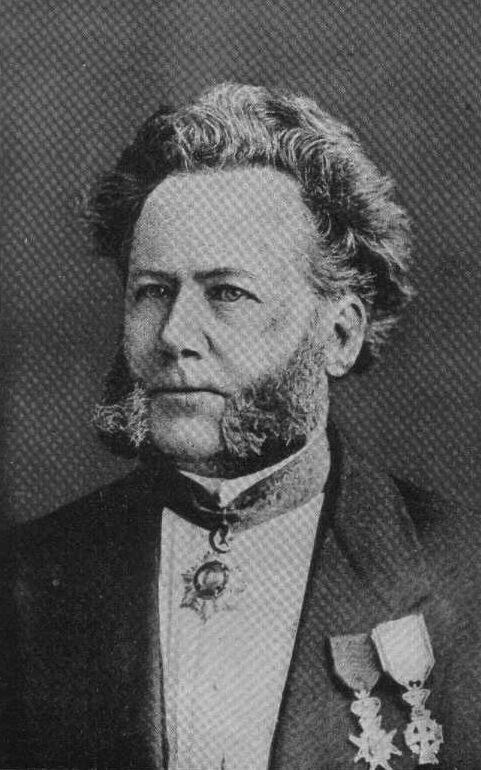
Ibsen mit dem Vasa-Orden, dem Dannebrog-Orden und dem türkischen Medijdij-Ordensband als Halsgeschmeide
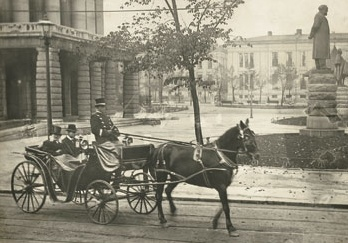
Ibsen am Nationaltheater in Oslo mit der Statue von Stephan Sinding im Hintergrund
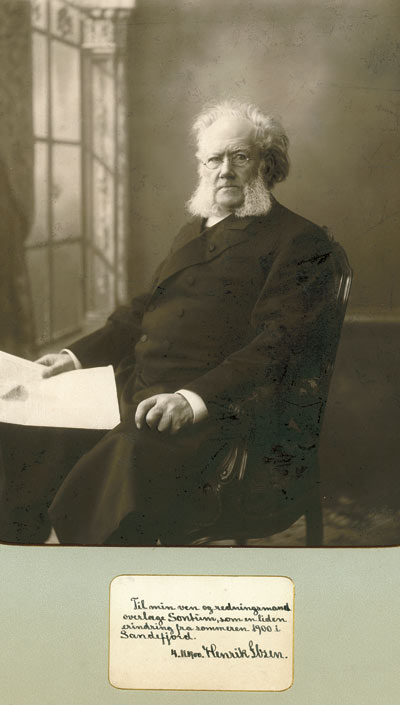
Henrik Ibsen. Kabinettbild von Gustav Borgen, 1898